# Bachta (Fluss)
Die Bachta (russisch Бахта́) ist ein rechter Nebenfluss des Jenissei in der Region Krasnojarsk in Sibirien.
Die Bachta entspringt im Westen des Mittelsibirischen Berglands.
Sie verläuft anfangs überwiegend in nordwestlicher, im Unterlauf dann in südsüdwestlicher Richtung. Nach 498 km mündet die Bachta nahe der gleichnamigen Siedlung Bachta rechtsseitig in den Jenissei. Das 35.500 km² große Einzugsgebiet der Bachta erstreckt sich zwischen der nördlich verlaufenden Unteren Tunguska und der südlich verlaufenden Steinigen Tunguska. Zwischen Mitte Oktober und Mitte Mai ist der Fluss üblicherweise eisbedeckt. Der Unterlauf der Bachta ist schiffbar.